# 沩山千手千眼观音圣像
沩山千手千眼观音圣像位于中国湖南省长沙市密印寺，是中华人民共和国第四高，世界第八高的雕像。
圣像为世界最大的千手千眼观音像，高99.19米（325.4英尺），象征着观音菩萨的出家日九月十九。整个圣像共用铜600多吨，用1440块铜焊接而成，为铜镀金材质；圣像眉心的红宝石产自于澳大利亚，直径25厘米。宁乡市人民政府在当地商人和佛教团体的资助下投资2.6亿元人民币修建这座雕像。雕像于2009年6月完工落成。整个雕像共11个头，象征33个应变化身，左右18只手，中间4只手，一共40只手，每只手心有一个眼睛，每只眼睛有25种法力，因此称作“千手千眼观音”。雕像下方三层建筑是须弥座，总建筑面积3999平方米，地面高度21.9米（72英尺），象征观音菩萨的生日二月十九。2015年7月，沩山千手千眼观音圣像正式对外开放。